# 袁克定
袁 克定（えん こくてい、1878年 - 1958年）は、袁世凱とその最初の妻である禹との間の長男で、元皇太子。吉野作造の教え子。

## 来歴
袁克定は清朝時代の1878年に現在の河南省に生まれた。幼少期は父とともに各地を転々とした。ドイツに留学し、ドイツ語と英語を習得した。辛亥革命が勃発すると、汪兆銘と関係を深め、義兄弟となった。1912年、父が中華民国の総統になった。翌年、落馬して足を負傷し、ドイツ皇帝ヴィルヘルム2世の見舞いを受けた。
1914年10月に袁世凱が第二革命を鎮圧した後、袁克定は軍事政権を掌握するために北洋軍に加えて模範連隊を組織し訓練した。皇帝になることを望んで帝国主義を主張したが、父が皇帝制を廃止したため叶わなかった。
父の死後は天津のドイツ租界などで生活をした。日中戦争が始まり、袁克定は日本の土肥原賢二から協力を持ちかけられるが、裏切り者とみなされることを恐れ、土肥原の提案を拒否した。生活は日に日に苦しくなり、1948年には従兄弟を頼って移住した。1958年に病のため死去。

## 人物
- 芸術家としての才能があった。
- 1906年に父の袁世凱が、吉野作造を息子の家庭教師として招いた。吉野作造は民本主義を提唱したことで知られる学者である。

## 親族
- 3人の妻との間に息子1人、娘2人がいた。
- 弟に袁克文がいる。